# Андрија Андра Милојевић
Андрија Андра Милојевић (Неготин, 1862—Београд, 1908) био је српски коњички капетан прве класе и војни писац, аутор монографије “За отаџбину 1804–1904”.

## Биографија
Андрија Милојевић, звани Андра рођен је 1862. године у Неготину у занатлијској породици, од мајке Христине и оца Јакова, абаџије и бившег општинског пандура. Основну школу завршио је у родном месту, а први разред гимназије у Алексинцу. Напустивши школовање вратио се у Неготин и посветио се трговини. Као трговачки помоћник 1881. ступио је добровољно у активну војну службу где се врло брзо истакао.

## Радна каријера
Већ 1882. постаје коњички каплар у Краљевој гарди, 1883. унапређен је у  поднаредника, а 1885. у наредника. Као наредник учествује у српско–бугарском рату 1885–1886. као пратња краља Милана Обреновића са полуескадроном Краљеве гарде. У чин коњичког поручника унапређен је 13. априла 1891. Од 1895. до 1897. био је вршилац дужности благајника Краљеве гарде. Године 1896. унапређен је у чин коњичког капетана друге класе, а указом краља Александра Обреновића од 22. фебруара 1898. постао је коњички капетан прве класе. Године 1897. постављен је за ађутанта команде Краљеве гарде и ту је дужност обављао до смрти 1908.

## Смрт
Андрија Милојевић био је ожењен Видосавом, ћерком београдског професора Васе Даниловића и са њом имао ћерку Загорку и сина Боривоја. Под неразјашњеним околностима извршио је самоубиство службеним пиштољем 28. маја 1908. у Београду.

## Дела
Поред војне каријере Андрија Милојевић бавио се и персоналном историјом српске војске, биографијама погинулих и умрлих ратника, војвода и вођа Првог и Другог српског устанка, официра српске војске али и официра– српских добровољаца из других земаља у српско–турским ратовима 1876–1878. и српско–бугарском рату 1885–1886. објављујући у часопису “Узданица”. Године 1904. публиковао је монографију  “За отаџбину 1804–1904” у издању уредништва војно–стручног часописа “Ратник”, на око 500 страна са више од 300 биографија, межу којима су и Хајдук Вељко Петровић и генералштабни  мајор Стеван Велимировић.

## Одликовања
На предлог министра војног, краљевим указом, 2. августа 1893. године одликован је Медаљом за војничке врлине. Био је носилац Споменице рата 1885–1886. односно Споменице Краљеве гарде а одликован је и орденима Таковског крста петог реда и Светог Саве четвртог реда.